# Rivolta dei Bersaglieri
La rivolta dei Bersaglieri (nota anche come rivolta d'Ancona) fu un'insurrezione scoppiata nel giugno 1920 ad Ancona e poi diffusasi in altre zone dell'Italia centro-settentrionale.
L'innesco della rivolta fu il rifiuto di un gruppo di bersaglieri di partire per l'Albania, dove il porto di Valona era occupato da un corpo di spedizione italiano che, a causa della ferma resistenza albanese e di un'epidemia di malaria, necessitava di truppe di rinforzo.
La rivolta dei soldati si trasformò subito in una sommossa popolare che, pur non godendo dell'appoggio ufficiale dei partiti e dei sindacati, tenne in scacco Ancona per alcuni giorni diffondendosi poi, con modalità e peculiarità diverse da città a città, in altre aree del centro e del nord del paese.
L'evento è inserito nel contesto del biennio rosso, caratterizzato dallo scontro politico violento tra opposte fazioni; in quanto fu una ribellione armata, è uno degli episodi più significativi del biennio. 

## Antefatti
Nel maggio e nel giugno 1920, mentre in Italia divampavano le tensioni sociali, in Albania la situazione per le truppe d'occupazione italiane diventava sempre più difficile. In seguito alle mire espansionistiche del governo di Roma, che puntava all'acquisizione del porto adriatico di Valona, era sorto un Comitato di difesa nazionale che si era insediato a Tirana proclamandola nuova capitale nazionale. L'intensificarsi della guerriglia albanese contro i 20 000 soldati del contingente italiano spinsero i comandi ad ordinare la ritirata nel campo trincerato di Valona. 
Il 3 giugno il governo di Tirana chiese agli italiani di lasciare Valona ottenendo in risposta un netto rifiuto. Due giorni dopo migliaia di miliziani albanesi attaccarono le postazioni italiane. Oltre alle perdite, i comandi italiani dovettero fronteggiare una rivolta nel quartiere musulmano di Valona che ebbe come conseguenza l'internamento sull'isolotto di Saseno di 300 civili. 
In Italia intanto il governo Nitti era caduto ed il nuovo presidente del Consiglio, Giovanni Giolitti, da un lato ordinò l'invio di nuovi soldati per tenere Valona e dall'altro cercò un'intesa con gli albanesi. L'11 giugno a Trieste un gruppo di Arditi del 1º Reggimento d'assalto che si stava imbarcando per l'Albania si ammutinò. Saputa la notizia i socialisti e gli anarchici triestini diedero vita ad un corteo pacifista in segno di solidarietà. A seguito dell'intervento dei Carabinieri e della guardie regie, la rivolta si trasformò ben presto in guerriglia urbana. Dopo due ore di scontri, durante i quali morì un ufficiale di picchetto, l'ammutinamento poté dirsi sedato dalle forze dell'ordine grazie all'aiuto delle squadre nazionaliste e fasciste.
Mentre infervorava il dibattito sui fatti di Trieste e la questione di Valona, il ministro della guerra Ivanoe Bonomi decise l'invio in Albania del XXXIII battaglione dell'11º Reggimento bersaglieri.

## I fatti

### La rivolta dei bersaglieri della Villarey

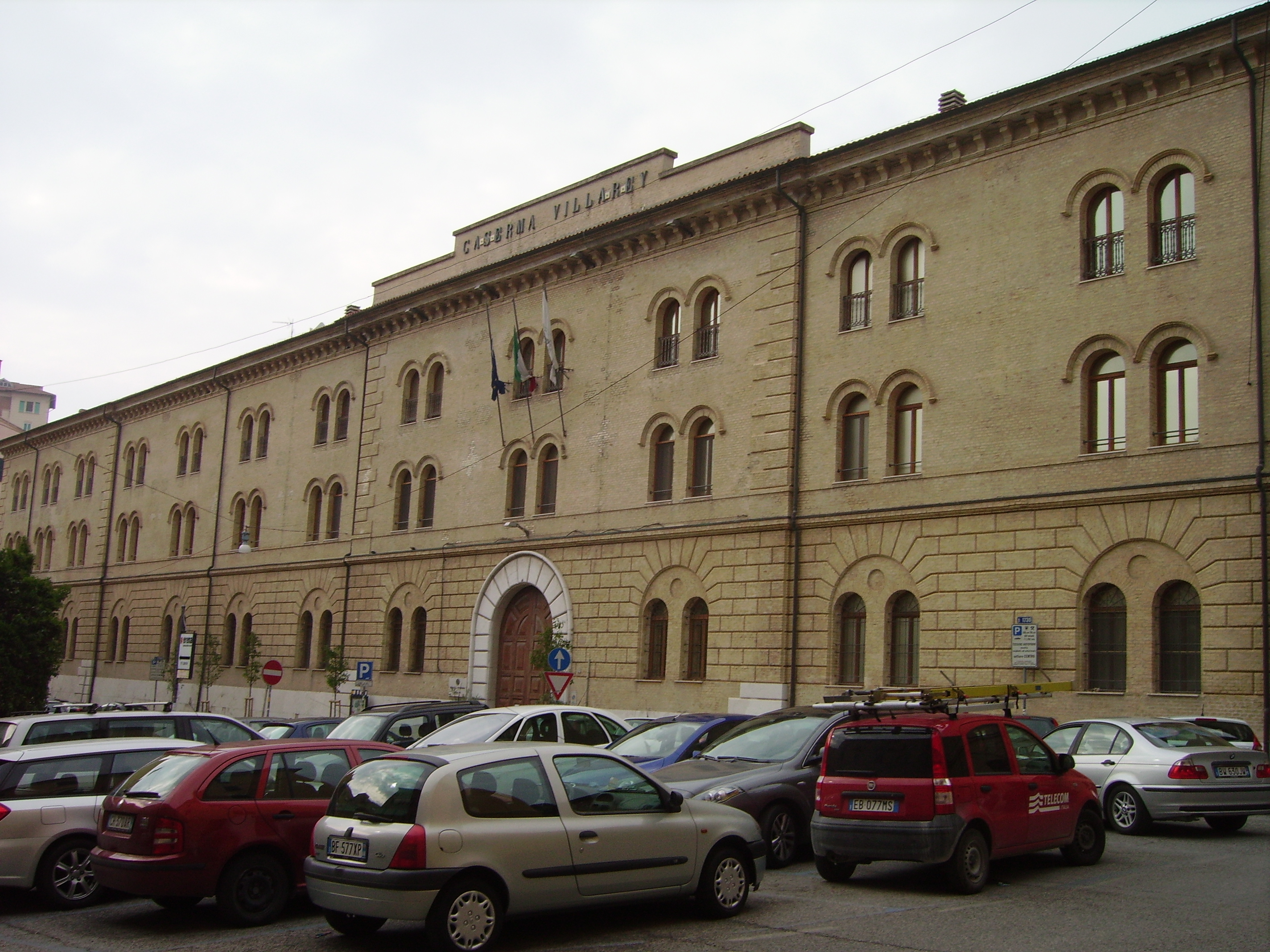
Il luogo ove la rivolta ebbe inizio: la caserma Villarey

Nel 1920 l'11º Reggimento bersaglieri, comandato dal colonnello Antonio Paselli, era di stanza presso la caserma Villarey di Ancona. Durante la notte tra il 25 e il 26 giugno del 1920 un gruppo di soldati assunsero il controllo della caserma disarmando i propri superiori. Gli ammutinati, sotto le armi da tre anni e reduci della Grande guerra, avevano preso questa decisione poiché non volevano essere inviati in Albania. Il paese balcanico infatti godeva di una pessima reputazione tra i soldati italiani, non a caso era spesso una destinazione punitiva per i reparti più insubordinati. La malaria e le cattive condizioni ambientali rendevano particolarmente difficile la vita dei militari. A questi fattori si doveva poi aggiungere l'insurrezione dei patrioti albanesi, che avevano iniziato a battersi per liberare il loro paese dall'occupazione italiana. I bersaglieri della Villarey avevano infatti osservato in porto la presenza del piroscafo Magyar e sospettavano, a ragione, che fosse arrivato per trasportarli a Valona. La mattina del 25 giugno il maggiore Efisio Tolu, comandante del XXXIII battaglione, fu informato dell'imminente partenza. Poco dopo venne avvertita anche la truppa che iniziò a rumoreggiare. In serata, durante una libera uscita, un drappello di militari capitanati dal soldato Monaldo Casagrande, si riunì con il segretario della Camera del Lavoro anconetana Sorgoni. Dopo aver spiegato al sindacalista la situazione e fatto presente la disponibilità a bloccare la partenza, i bersaglieri chiesero l'appoggio della Camera del Lavoro alla loro iniziativa. Sorgoni, temendo le ripercussioni, fece presente la natura politica delle istanze, e dopo aver dichiarato la neutralità della CdL, suggerì loro di rivolgersi ai repubblicani, agli anarchici ed ai socialisti.
Poco prima di mezzanotte giunse ad Ancona una compagnia del 15º Reggimento di fanteria che avrebbe sostituito il battaglione in partenza. Verso le tre di notte un gruppo di bersaglieri armati scese nel cortile della Villarey e, dopo una colluttazione disarmò e rinchiuse nelle celle sia il sergente d'ispezione che l'ufficiale di picchetto. I rivoltosi, dopo essersi impossessati di armi e munizioni si recarono negli alloggi e fecero prigionieri otto ufficiali che furono rinchiusi anch'essi nelle celle di sicurezza. Successivamente gli insorti si impossessarono di tre mitragliatrici che posizionarono agli angoli dell'edificio dopodiché svegliarono i soldati nelle camerate obbligandoli ad armarsi e a scendere in cortile. Un sergente ed un maresciallo, non visti, riuscirono ad abbandonare la caserma e ad avvisare il loro superiore, capitano Lastella, di quanto stava accadendo alla Villarey. Lastella ed il maresciallo si diressero così alla caserma dove tentarono invano di dissuadere i soldati insorti dai loro intenti. Constata la situazione Lastella ed altri due capitani si recarono a casa del colonnello Paselli per avvisarlo di quanto stava accadendo. L'ufficiale, saputa la notizia dell'ammutinamento, scoppiò a piangere. Dopo alcuni minuti di smarrimento Paselli decise di avvertire il comando di Divisione. Il comando fu quindi preso dal brigadiere generale De Vecchi il quale ordinò ad un battaglione mobile di carabinieri di cingere d'assedio la caserma. L'ufficiale comandò all'artiglieria di posizionare i cannoni sul colle del Cardeto e sulla caserma Stamura e puntarla sulla Villarey. Mezz'ora dopo il comando fu assunto dal maggiore generale Gorini che ratificò gli ordini di De Vecchi e dispose il rientro ad Ancona del 93º reggimento di fanteria in esercitazione al poligono di Sirolo.
Nonostante l'insurrezione i servizi basilari della Villarey continuarono ad operare. Non tutta la truppa aveva partecipato ai moti ed alcuni ufficiali avevano continuato a tentare di dissuadere i rivoltosi. Alcuni passanti, attirati dalle urla dei soldati che chiedevano alla popolazione di aiutarli a non partire per l'Albania, si erano recati in caserma per esprimere la loro solidarietà. Qui in diversi tra i civili accorsi approfittarono della situazione per prelevare, col consenso degli ammutinati, armi e munizioni dai depositi. Alle prime luci del giorno si registrarono anche alcune sparatorie tra gli insorti e i carabinieri appostati nella vicina caserma Stamura. Le forze dell'ordine inviarono poi una proposta di resa che fu prontamente respinta. Nel tentativo di evitare incursioni dall'esterno, i rivoltosi organizzarono delle pattuglie armate miste composte da civili e militari. Verso le 08:00 giunse ad Ancona il generale Luigi Tiscornia che assunse il comando delle operazioni.

### 26 giugno: Ancona insorge
Nella mattinata del 26 iniziarono a diffondersi tra la popolazione anconetana le prime notizie di quanto stava avvenendo nella caserma Villarey. Verso le 08:30 una folla di marittimi e portuali si era così radunata davanti alla sede delle organizzazioni sindacali, nel quartiere Archi. Un'ora dopo venne proclamato lo sciopero generale mentre più di 5 000 persone presidiavano la Camera del Lavoro. I dirigenti politici concordarono sul rimanere fuori da quanto stava avvenendo alla caserma Villarey e rifiutarono di mettersi alla guida di un'eventuale insurrezione di stampo politico. Gruppi di manifestanti intanto avevano preso autonomamente a far chiudere i negozi e a depredare le armerie. Anche diverse installazioni militari, come il forte Savio, il forte Scrima, l'aeroporto dell'Aspio, vennero assaltati e depredati dagli insorti in cerca di armi e munizioni. Alcuni soldati vennero disarmati mentre un gruppo di ufficiali venne sequestrato e condotto alla Camera del Lavoro, dove furono però liberati dai dirigenti. Fu poi organizzato dagli insorti un posto di blocco presso Porta Pia per impedire l'arrivo in città di militari o forze dell'ordine. In queste fasi il portuale Lamberto Lorenzini, impegnato a trasportare armi trafugate, venne ucciso da alcuni colpi sparati dai carabinieri.
Nel mattino del 26 giugno un'autoblindo con a bordo una delegazione di militari ammutinati tentò una sortita dalla caserma Villarey per raggiungere la Camera del Lavoro per incontrarsi con i dirigenti sindacali e stabilire una strategia comune. Durante il tragitto il veicolo fu intercettato dai carabinieri che aprirono il fuoco. I militari risposero ferendo tre gendarmi. Dopo essere stata fatta rientrare, l'autoblindo tentò una seconda sortita ma venne nuovamente fermata dalle raffiche dei carabinieri. I soldati a bordo dell'automezzo risposero sparando con la mitragliatrice, uccidendo un carabiniere e ferendone altri tre. Mentre rientrava nella caserma Villarey l'autoblindo fu nuovamente colpita dai proiettili dei carabinieri che uccisero tre passanti innocenti. Durante tutta la mattinata, vista l'indisponibilità da parte dell'artiglieria dei forti della città a bombardare la caserma, i vertici militari iniziarono una serie di trattative con i rivoltosi. Questi continuarono a chiedere di non partire per l'Albania, che nessuno fosse arrestato e che le armi fossero consegnate al Comando Militare. Alle 14:00 una delegazione entrò nella caserma per chiudere l'accordo che fu siglato alle 15:30.
Durante la mattinata proseguirono gli scontri tra civili insorti e drappelli di militari. Un capitano del Genio rimase ferito dopo che un gruppo di insorti lo aveva disarmato di fronte ai suoi soldati. 
Più tardi un gruppo di soldati del 98º reggimento di fanteria guidati dal tenente Spagnoli e dal sottotenente Giovanni Ramella venne intercettato da alcuni ribelli mentre si dirigeva verso forte Savio. Dopo aver fatto trincerare i soldati in una fattoria i due ufficiali ordinarono di aprire il fuoco. Di fronte alla titubanza dei suoi sottoposti, Ramella sparò ed uccise il soldato Ubaldo Marchiani per insubordinazione. Gli insorti, inferociti per quanto accaduto, invasero la casa colonica e linciarono il sottotenente che morirà qualche ora dopo nel locale manicomio.
Poche ore più tardi l'agente Luigi Cristallini, che da tempo sorvegliava gli elementi più politicizzati tra i portuali e i marittimi, fu riconosciuto per la strada, rapito e giustiziato nei pressi del gasometro.
Intorno alle 14:00, presso il sobborgo di Torrette, un camion di sovversivi carico di armi e munizioni sequestrate al campo d'aviazione dell'Aspio aprì il fuoco contro un treno diretto a Bologna nella convinzione, errata, che fosse carico di carabinieri e guardie regie. Cinque passeggeri rimasero uccisi. Mezz'ora più tardi, presso Porta Pia, una ventina di guardie regie finirono sotto il tiro di una mitragliatrice piazzata dagli insorti a guardia del posto di blocco: persero la vita il vicecommissario Pierantonio D'Aria e il vicebrigadiere Sante Fargione. Il camion che trasportava le guardie fu inseguito dai manifestanti armati fin sotto la prefettura. L'edificio fu preso poi a fucilate fino a quando non giunse a rompere l'assedio una trentina di uomini dei rinforzi inviati dalla questura.
Verso le 16:00 una cinquantina di insorti attaccarono la caserma dei carabinieri di Borgo Pio. Il maresciallo Umberto Antei che aveva deciso di affrontare i rivoltosi a viso aperto rimase ucciso all'istante da un colpo. Trinceratisi dentro l'edificio, i suoi sottoposti aprirono il fuoco sulla folla uccidendo uno degli assedianti e costringendo gli altri a ritirarsi.
Intorno alle 17:00 un gruppo di manifestanti, dopo essere stati respinti dalle guardie regie nei pressi della chiesa di San Francesco alle Scale, attaccò sulle rive del porto un gruppo di soldati di rinforzo che stavano sbarcando da un piroscafo proveniente da Pesaro. Ne scaturì una violenta sparatoria dove rimasero uccisi un marinaio addetto allo sbarco truppe e Simeone Schneider, un socialista fiumano estraneo ai fatti. Un'ora più tardi un camion di insorti tentò di attaccare l'ufficio delle guardie regie alla stazione ferroviaria. Un dimostrante rimase ucciso.

### Gli ultimi fuochi della rivolta
La mattina del 27 giugno un treno carico di guardie regie si avvicinò ad Ancona. All'altezza di Torrette fu colpito da una serie di fucilate sparate dagli insorti. Rimase ucciso il tenente Umberto Rolli. Il convoglio, protetto dal mare dal cacciatorpediniere Rosolino Pilo, proseguì comunque giungendo alla stazione di Ancona alle 9:30. Qui le guardie regie rimasero bloccate all'interno dell'edificio a causa delle raffiche di mitragliatrice sparate da un gruppo di rivoltosi appostatisi nelle vicinanze. Quasi contemporaneamente una nutrita folla di insorti attaccò ripetutamente la caserma dei carabinieri del sobborgo di Piano San Lazzaro. Dopo alcune ore d'assedio i manifestanti si videro costretti a ripiegare. 
In quella stessa mattinata, dal momento che nessuno del fronte dei rivoltosi si era presentato a parlamentare con i delegati governativi, le forze dell'ordine diedero il via ad un'operazione di contrattacco. L'azione venne preceduta da alcune cannonate sparate da tre navi della marina e dal forte dei Cappuccini contro le installazioni militari tenute dai ribelli. Per riprendere la situazione in mano, le autorità civili e militari impiegarono due battaglioni di carabinieri, uno dei quali arrivato via mare da Bari. Questi due reparti iniziarono a risalire via XXIX settembre per rimuovere le barricate, snidare la mitragliatrice ribelle a Porta Pia e liberare le guardie regie bloccate in stazione. Nel corso di questo rastrellamento, durante il quale furono fermate centinaia di persone, le forze dell'ordine assaltarono la barricata di Piano San Lazzaro, da dove nel frattempo i rivoltosi si erano ritirati. Successivamente i carabinieri perlustrarono le strade circostanti forte Scrima. In questa circostanza rimasero accidentalmente uccisi due civili, un uomo ed una donna. Intorno alle 17:00 le forze dell'ordine avevano il pieno controllo della situazione mentre parte dei rivoltosi ripiegava nelle campagne.
I bersaglieri agirono di concerto con le organizzazioni politiche anarchiche, repubblicane e socialiste della città, che prontamente diffusero la sommossa nelle vie e nelle piazze della città, alzando barricate e opponendosi alle forze dell'ordine, al grido di Via da Valona!.

## La rivolta si diffonde

### Le Marche in subbuglio
Nel pomeriggio del 26 giugno la Camera del Lavoro di Jesi proclamò lo sciopero generale. Il giorno seguente le forze della sinistra locale organizzarono un comizio unitario durante il quale fu malmenato un finanziere che aveva tentato di infiltrarsi tra il pubblico. Dopo aver dato vita ad un imponente corteo, una piccola parte di manifestanti si diresse verso la stazione per bloccare la circolazione e bloccare i convogli diretti ad Ancona. Dopo essere stati respinti dai carabinieri di guardia allo scalo, un gruppetto di manifestanti sabotò i binari e gli scambi. Nel pomeriggio un commissario di polizia e due marescialli dei carabinieri, intenti ad eseguire una perquisizione in cerca di esplosivi, vennero circondati da una cinquantina di manifestanti e assediati in una casa. Dopo una sparatoria i tre riuscirono a fuggire e a ripararsi in un'altra abitazione. Verranno salvati dall'intervento del sindaco repubblicano in serata. Durante la notte gruppi di rivoltosi presero a requisire armi ai contadini della zona in nome di un autoproclamato "Comitato di agitazione", qualificandosi come guardie rosse. La caserma dei carabinieri, dove si erano rinchiusi i militari presenti a Jesi, venne isolata mediante il taglio dei cavi del telegrafo. 
Il giorno seguente Jesi rimase in mano ai rivoltosi. Vennero tratti prigionieri due carabinieri, sei soldati, di cui tre ufficiali ed il locale capostazione e sistemati nella sezione del partito Repubblicano. In quella stessa giornata, gruppi di manifestanti si presentarono al campo d'aviazione e requisirono ai militari presenti munizioni e taniche di benzina. In paese furono innalzate barricate sorvegliate da vedette armate. Verso le 23:00, alla notizia dell'imminente arrivo a Jesi di una colonna di guardie regie i capi del Comitato ordinarono la ritirata.
Le forze dell'ordine giunsero nella cittadina solo alle prime ore del mattino del giorno dopo sparando. In un conflitto con i ribelli rimase uccisa la guardia regia Eugenio Masotti. I carabinieri, una volta usciti dalla caserma, si precipitarono nella sede del partito Socialista in cerca degli otto militari catturati dai rivoltosi. Dopo aver devastato i locali, le forze dell'ordine irruppero nella sezione repubblicana dove trovarono i prigionieri. Dopo averli liberati fermarono una cinquantina di persone, tra i quali il segretario del PRI Fernando Schiavetti. 
Anche ad Osimo, la sera del 26 giugno, i manifestanti si organizzarono, requisirono le armi e istituirono la guardia rossa. Dopo aver tagliato i fili del telefono e del telegrafo la cittadina risultò isolata. Il giorno seguente, con l'arrivo di una colonna di carabinieri che effettuò oltre una trentina di arresti, Osimo tornò nelle mani dello Stato. 
Tra il 26 ed il 27 giugno nella provincia di Ancona si registrarono incidenti ad Agugliano, Aspio, Chiaravalle, Falconara Marittima, Montesicuro, Monte San Vito, Morro d'Alba, Offagna, Ostra, Paterno, Polverigi, Senigallia e Torrette.
Il 27 giugno a Santa Maria Nuova si costituì un comitato rivoluzionario in municipio che ordinò la requisizione di armi e cibo ed istituì posti di blocco. La locale caserma dei carabinieri venne assaltata. 
A Fabriano venne proclamato lo sciopero generale il 29 giugno. Un carabiniere, durante una ricognizione in bicicletta, venne bloccato da un gruppo di manifestanti e disarmato. Il commilitone di pattuglia con lui riuscì a fuggire sparando. Intorno alle 23:00 un gruppo di carabinieri sparò su un gruppo di manifestanti inermi ferendo mortalmente uno stagnino diciottenne. 
Il 28 giugno fu proclamato lo sciopero generale anche nel maceratese. Nella stazione di Macerata i rivoltosi disarmarono 25 soldati e danneggiarono due camion dei carabinieri. Il vescovo locale Domenico Pasi, temendo una connotazione anticlericale della rivolta, si rifugiò in una caserma. A Porto Civitanova i carabinieri aprirono il fuoco sui manifestanti uccidendone uno. Il giorno dopo i rivoltosi bruciarono il ponte sul Chienti e quello sul torrente Castellana. Tra il 28 ed il 29 giugno furono innalzate barricate a San Severino Marche. Il 28 in quasi tutti i centri del maceratese era stato proclamato lo sciopero generale.
A Pesaro il 29 giugno i dimostranti manifestarono nei pressi della stazione (ove era fermo un treno carico di armi) e di fronte alla vicina Caserma Cialdini, per spingere i soldati ad agire come i bersaglieri di Ancona. Mentre il piazzale era affollatissimo, dalla Caserma si sparò con la mitragliatrice sui manifestanti, provocando la morte di Luigi Cardinali (di Montelabbate) e vari feriti. Si temeva infatti che la caserma fosse invasa e che seguisse la sorte della caserma dei bersaglieri di Ancona. I manifestanti, per protestare contro l'uccisione, incendiarono allora l'abitazione del comandante della caserma ed occuparono la polveriera.
A Fano il 28 giugno i dimostranti bloccarono un treno diretto ad Ancona e disarmarono i due carabinieri. Nella notte, a causa di uno scambio di persona, si verificò uno scontro a fuoco tra carabinieri e militari. Rimasero uccisi il brigadiere Luigi Tani e il sergente maggiore Enzo Brescia. Altre fonti riportano invece che i due rimasero uccisi in un agguato ordito dai ribelli.

### In Romagna
A Forlì il 28 giugno, come giunsero le notizie da Ancona, si formò un corteo diretto all'abbazia di San Mercuriale per suonare le campane e chiamare il popolo a raccolta. Le forze dell'ordine, nel tentativo di impedire assembramenti, aprirono il fuoco sulla folla uccidendo un muratore sessantacinquenne. I manifestanti risposero al fuoco e razziarono alcune armerie. A Cesena i manifestanti, dopo aver imposto la chiusura dei negozi, tentarono di penetrare nella torre comunale e suonare campane. Si scatenò una rissa tra le forze dell'ordine ed i dimostranti. In questo frangente la guardia regia Gennaro Gigli rimase uccisa da una pugnalata. Si registrarono sparatorie, senza vittime, a Rimini dove la locale Camera del Lavoro proclamò lo sciopero generale.

### In Umbria
A Terni la sera del 26 giugno un treno di guardie regie dirette ad Ancona fu bloccato nella stazione locale per due ore. Il 27 giugno fu indetto dalla locale Camera del Lavoro lo sciopero generale per il giorno successivo. La mattina del 28 giugno fu indetto da anarchici, repubblicani e socialisti un comizio in solidarietà con i fermati ad Ancona e contro l'invio delle truppe a Valona. In serata, durante un secondo comizio, i socialisti ternani si allinearono alle direttive nazionali ed invitarono i lavoratori a rientrare al lavoro. Ciò scatenò una rissa tra le varie fazioni che componevano la protesta. Da un circolo della buona società ternana qualcuno sparò sulla folla scatenandone la reazione. I carabinieri, intervenuti in forze, aprirono il fuoco uccidendo cinque persone. In provincia di Perugia fu bloccata la circolazione dei treni diretti ad Ancona e si registrarono duri scontri tra i manifestanti e le guardie regie.

## Nel resto d'Italia
A Roma il 26 giugno gli operai dell'Appio-Latino abbandonarono le fabbriche e nei giorni successivi la mobilitazione si diffuse in tutta la capitale. Tra il 28 e il 29 giugno il consiglio delle leghe romane votò per lo sciopero generale a oltranza. Il 29 la votazione sul proseguire o meno lo sciopero finì in parità. La decisione fu rimessa nelle mani degli operai che optarono per proseguire. Il 1º luglio, dopo una retata contro il movimento anarchico romano, terminarono le agitazioni. Scioperi si registrarono anche a Civitavecchia ed in provincia di Firenze. Lo sciopero fu proclamato pure a Milano, dove venne anche organizzato un comizio pacifista. Il 28 giugno a Torino gli operai si rifiutarono di entrare in fabbrica. Nel pomeriggio fu ferito il proprietario di una manifattura che si opponeva all'agitazione. Due giorni dopo, grazie alla mediazione della locale Camera del Lavoro e dei socialisti lo sciopero era già rientrato. A Parma la Camera del Lavoro invitò allo sciopero. Nella notte tra il 28 ed il 29 giugno ignoti tentarono di sabotare la circolazione ferroviaria e le forze dell'ordine furono oggetto di una sparatoria.
A Brindisi il 29 giugno scoppiò un conflitto a fuoco tra un gruppo di arditi palermitani che stavano partendo volontari per l'Albania. La maggior parte di essi infatti aveva deciso di restare ed aveva aperto il fuoco contro i compagni ed i carabinieri. Le sparatorie proseguirono nelle ore successive nelle stradine del centro con il bilancio finale di un morto e sei feriti.

### L'estensione e le reazioni politiche

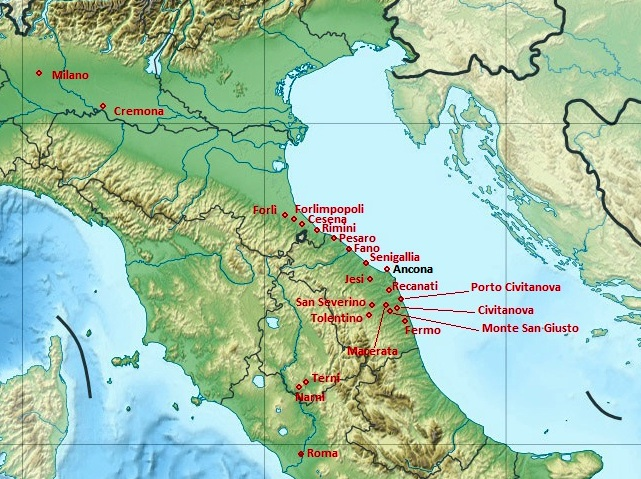
L'estensione della rivolta da Ancona ad altre città italiane (26-29 giugno 1920)

Scontri violenti si susseguirono per vari giorni e si estesero da Ancona (dove si contarono decine di feriti e oltre venti morti) ai comuni limitrofi (Santa Maria Nova, Montesicuro, Agugliano, Polverigi, Chiaravalle) ad altre città delle Marche (Pesaro, Fano, Senigallia, Jesi, Macerata, Tolentino, San Severino, Civitanova, Porto Civitanova - ove un manifestante fu ucciso -, Monte San Giusto, Recanati, Fermo), della Romagna (Rimini, Forlimpopoli, Forlì e Cesena) e dell'Umbria (Terni e Narni).
In questi centri si proclamarono scioperi e manifestazioni di massa per rafforzare il rifiuto dei bersaglieri di partire per l'Albania e per ottenere il rimpatrio dei soldati già inviati. Si volevano anche bloccare le forze dell'ordine che il Governo stava inviando ad Ancona, e per questo motivo vennero bloccate le linee ferroviarie.
A Milano fu proclamato uno sciopero per solidarietà alla rivolta di Ancona e un corteo raggiunse la locale caserma dei bersaglieri per manifestare l'opposizione alla partenze di altre truppe per l'Albania; simili decisioni furono prese a Cremona. A Roma fu proclamato uno sciopero generale ad oltranza, appena due giorni dopo lo scoppio della rivolta, nonostante il parere contrario della confederazione del lavoro e del Partito Socialista Italiano che non si riconoscevano in questi moti scoppiati spontaneamente.
Gabriele D'Annunzio scrisse un documento diretto ai bersaglieri di Ancona, in cui esprimeva la sua totale incomprensione per la loro rivolta; egli scrisse tra l'altro:
(Gabriele D'Annunzio, Ai Bersaglieri di Ancona, "l'Ordine", 29 giugno 1920.)
Antonio Gramsci disse invece:
(Antonio Gramsci, articolo su L'Ordine Nuovo)
Mussolini attaccò invece il partito socialista incolpandolo di "aver tarpato le ali" alla vocazione in Adriatico dell'Italia "facendo il gioco degli slavi".

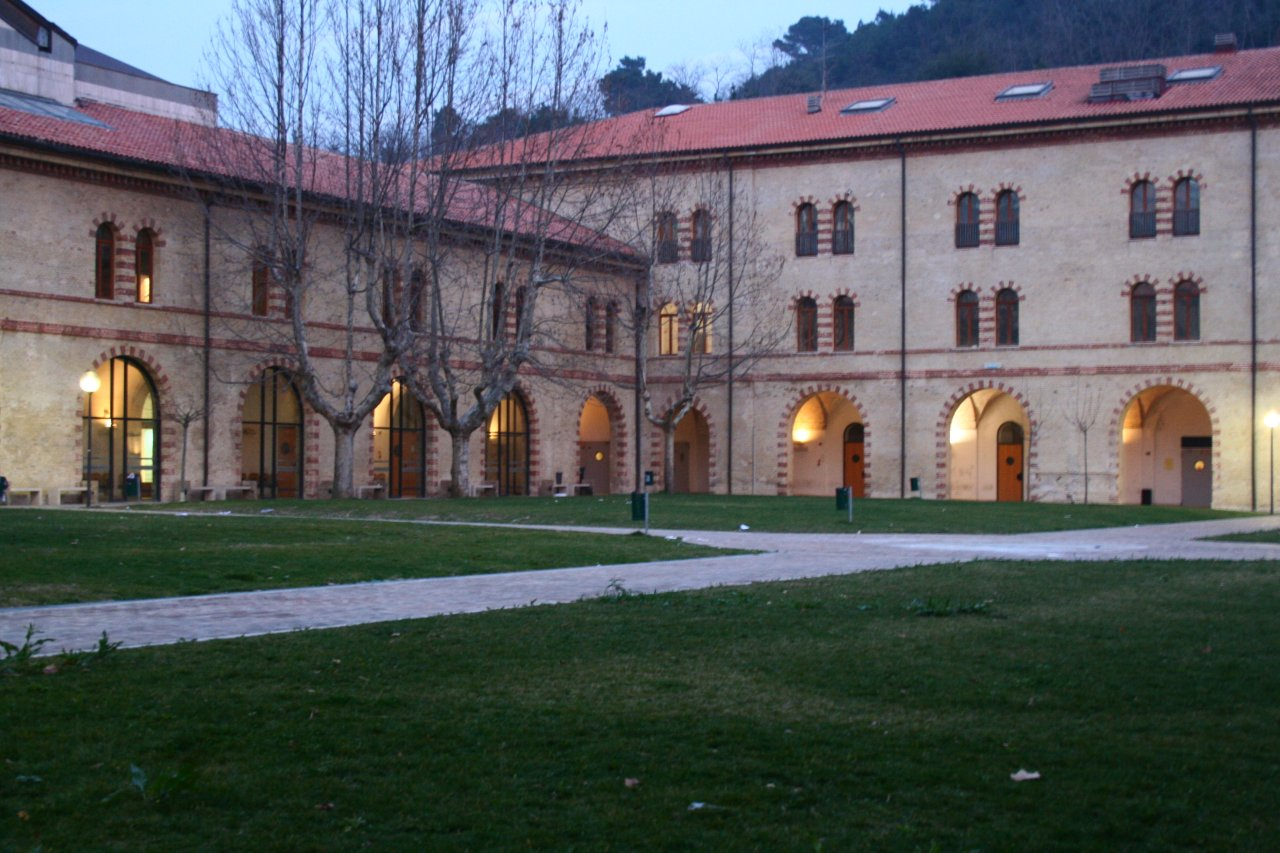
Interno della Caserma Villarey

### L'intervento del governo e la repressione
A mezzogiorno dello stesso giorno 26, un ufficiale riusciva a riprendere il controllo della caserma Villarey, impossessandosi della mitragliatrice che era stata posta davanti al portone. Ancona però era ormai tutta in rivolta e così le altre città italiane che avevano aderito alla protesta.
Il governo ed il re giunsero allora alla decisione di inviare da Roma ad Ancona le Guardie Regie per soffocare la rivolta, in quanto le truppe di stanza in città avevano manifestato segni di fraternizzazione con i rivoltosi. Venne allora indetto lo sciopero generale delle ferrovie, allo scopo di impedire alle guardie di giungere ad Ancona. Facendo ricorso alla precettazione,  il governo riuscì comunque ad inviare un treno verso la sede della rivolta, ma giunto alla periferia della città fu bersaglio dei rivoltosi che uccisero diverse guardie sparando attraverso i finestrini.
Dopo questi gravi fatti il governo ordinò di sparare sul centro cittadino con i cannoni della Cittadella e di bombardare la città da cinque cacciatorpediniere che erano stati inviati per porre fine alla sommossa. Il 28 giugno la rivolta era ormai completamente domata, sia per i bombardamenti, sia per il maggior armamento delle forze dell'ordine ed il cospicuo rinforzo che quelle di stanza in città ricevettero da altre località circonvicine.

### Le condanne
I processi che seguirono, nonostante le accuse fossero gravissime, ebbero sentenze sorprendentemente miti, tranne quella comminata a Casagrande detto Malatesta, che ebbe sei anni di reclusione militare. Per non inasprire il clima accesissimo del momento, e per la paura di scatenare nuove sommosse, si adottò la formula del "reato di folla", non imputabile ai singoli. Per ciò che riguarda i bersaglieri solo pochi ebbero condanne, tra i cinque anni e gli otto mesi.

## Le conseguenze
La rivolta provò al governo Giolitti che il paese non avrebbe ancora sostenuto l'occupazione dell'Albania. il 2 agosto 1920, il governo Giolitti e il governo provvisorio albanese firmarono un accordo, il "protocollo di Tirana", col quale si riconosceva l'integrità territoriale dell'Albania ed il rimpatrio delle truppe in Italia. L'Italia avrebbe conservato solo l'isolotto di Saseno. Il testo del patto diceva: L'Italia si impegna a riconoscere e difendere l'autonomia dell'Albania e si dispone senz'altro, conservando soltanto Saseno, ad abbandonare Valona.

## Personalità coinvolte
Monaldo Casagrande, detto Malatesta capeggiò la rivolta all'interno della caserma. Fra i rivoltosi che presero contatto con i bersaglieri vi era Antonio Cieri a capo del movimento anarchico di Ancona e impiegato alle Ferrovie in città, e che, non riuscendosi successivamente a dimostrare giudizialmente la sua presenza, fu semplicemente trasferito alle ferrovie di Parma. Dalle testimonianze appare chiaro che la rivolta fu innescata da un gruppo di militari anarchici presenti all'interno del reggimento e che riuscirono a coinvolgere la maggior parte dei soldati grazie anche al forte spirito di corpo che caratterizza i bersaglieri.
Fra gli insorti vi erano pure Albano Corneli, allora socialista ed amico di Antonio Gramsci, che sosteneva la necessità dell'ingresso da parte delle squadre di autodifesa proletaria degli Arditi del Popolo, di cui erano membri Guido Molinelli, Mario Alberto Zingaretti, Angelo Sorgoni, Aristodemo Maniera, che poi entreranno a far parte della resistenza durante la seconda guerra mondiale.
Nell'immediato prosieguo degli eventi, Ancona fu zona di scontri durissimi fra squadristi da una parte ed Arditi del Popolo, anarchici, repubblicani, socialisti, comunisti e legionari e/o ex legionari fiumani..

A guidare la repressione fu il Comandante del Corpo d'Armata gen. Carlo Sanna, futuro presidente del Tribunale speciale fascista

## Canto della rivolta dei Bersaglieri
Raffaele Mario Offidani, che poi diventò noto con lo pseudonimo di Spartacus Picenus, compose le parole di un canto che diventò l'inno della rivolta dei Bersaglieri. Lo si cantava sull'aria di Santa Lucia lontana, che è del 1919, ma con alcune modifiche. Dopo che l'Italia aggredì la Grecia nell'ottobre 1940 la canzone fu riadattata nel testo e ritornò in auge. Si riporta qui sotto il testo più vicino a quello originario, che ebbe varie versioni.
Soldato proletario che parti per Valona

non ti scordar del popolo d'Ancona

che volle col suo sangue la tua liberazione

sol con la ribellione sorge radiosa la libertà.

Andiamo via senza indugiar dal sol dell'Albania

lasciamo la malaria, il massacro e la fame

a morte il governo infame che in questo inferno ci trascinò.

Soldato proletario che mamma tua lasciavi

e schiavo andavi a trucidar gli schiavi

no, non è là il nemico, tra i bei monti e i mari,

lungi non lo cercare il tuo feroce tiranno è qui!

Andiamo via senza indugiar dal sol dell'Albania

lasciamo la malaria, il massacro e la fame

a morte il governo infame che in questo inferno ci trascinò.